# Jules Leroy
Ne doit pas être confondu avec Jules Le Roy.
Jules Leroy, né le 20 mars 1833 au Mans et mort le 2 novembre 1865 à Paris, est un peintre français.
Il ne doit pas être confondu avec Jules Le Roy (1853-1922), peintre animalier français.

## Biographie
Jules Victor Leroy est le fils de René Leroy, bourrelier, et de Virginie Françoise Oger.
Élève de Philippe Rousseau, il débute au Salon en 1859. Son œuvre comprend principalement: fruits, fleurs, gibiers et autres natures mortes.
En 1863, il expose deux tableaux au Salon des refusés.
Il meurt à l'âge de 32 ans à son domicile parisien de la rue du Cherche-Midi.